# Marcel Dupont
Marcel Dupont   (Jupille-sur-Meuse, 10 d'octubre de 1917 - Blegny, 6 de març de 2008) va ser un ciclista belga, professional entre el 1940 i el 1951. Combinà el ciclisme en pista amb la carretera, modalitat en la què destaca una cinquena posició final al Tour de França de 1949.

## Palmarès
- 1942
  - 1r en pista a Seraing
  - 1r en pista a Rocourt
- 1943
  - Campió provincial de ciclo-cross
  - 1r en pista a Amay
  - 1r en pista a Rocourt
- 1944
  - Campió provincial de ciclo-cross
- 1946
  - Vencedor d'una etapa de la Volta a Bèlgica
- 1947
  - Vencedor d'una prova americana en pista
- 1948
  - 1r de la cursa de la coa de Spa-Malchamps
- 1949
  - 1r del Premi d'Aachen
- 1950
  - 1r de la Huy-Roubaix-Huy
- 1951
  - 1r del Campionat de l'Etoile de Jupille

### Resultats al Tour de França
- 1948. 20è de la classificació general
- 1949. 5è de la classificació general
- 1950. Abandona (20a etapa)

### Resultats al Giro d'Itàlia
- 1950. Abandona (13a etapa)
- 1951. Abandona (9a etapa)